# Fee Katrin Kanzler
Fee Katrin Kanzler (* 1981 in Ulm) ist eine deutsche Schriftstellerin.

## Werdegang
Kanzler besuchte von 1992 bis 2001 das Gymnasium in Weißenhorn. Ab 2001 studierte sie Philosophie und Anglistik an der Eberhard Karls Universität Tübingen und der Universität Stockholm.
2001 wurde Kanzler zum Treffen Junger Autoren in Berlin eingeladen. In den Jahren 2003 und 2004 lebte und arbeitete sie in Swansea. 2007 war sie Stipendiatin des Klagenfurter Literaturkurses im Rahmen der Tage der Deutschsprachigen Literatur. Im selben Jahr erhielt sie den Förderpreis für Literatur der Stadt Ulm. Ihr Romandebüt Die Schüchternheit der Pflaume erschien 2012 und wurde für den aspekte-Literaturpreis des ZDF nominiert. 2013 erhielt sie ein Jahresstipendium für Literatur vom Land Baden-Württemberg.
Kanzler lebt im Süden Deutschlands, unterrichtet Philosophie, Ethik, Englisch und Bildende Kunst. Daneben schreibt, malt und zeichnet sie.

## Werke
- Falken, flügge. Lyrik. Verlag  Hagenlocher, Tübingen 2004, ISBN 3-931838-12-9
- Die Schüchternheit der Pflaume. Roman. Frankfurter Verlagsanstalt, Frankfurt am Main 2012, ISBN 978-3-627-00184-1
- Sterben lernen. Roman. Frankfurter Verlagsanstalt, Frankfurt am Main 2016, ISBN 978-3-627-00231-2
- Sofortbild. Graphic Novel. Literatur Quickie Verlag, Hamburg 2018, ISBN 978-3945453-47-6
- Sarggeschichte. Kurzgeschichten. Literatur Quickie Verlag, Hamburg 2019, ISBN 978-3945453-55-1
- Ameisenschnee. Erzählungen. danube books Verlag, Ulm 2025, ISBN 978-3-946046-44-8

## Auszeichnungen
- 2001 Teilnahme beim Treffen Junger Autoren
- 2007 Stipendiatin des Klagenfurter Literaturkurses bei den Tagen der Deutschsprachigen Literatur
- 2007 Förderpreis für Literatur der Stadt Ulm
- 2012 Nominierung für den aspekte-Literaturpreis des ZDF[7]
- 2013 Jahresstipendium für Literatur vom Land Baden-Württemberg[8]